# تاپشونی
تاپشونی (به مجاری:  Tapsony) یک منطقهٔ مسکونی در مجارستان است که در ناحیه مارتسالی واقع شده‌است. تاپشونی ۳۱٫۶۱ کیلومتر مربع مساحت و ۷۰۰ نفر جمعیت دارد.